# BRIT Awards 2001
La XXI edizione dei BRIT Awards si tenne nel 2001 presso il Earls Court. Lo show venne condotto da Ant & Dec.

## Vincitori
- Miglior colonna sonora: "American Beauty"
- Miglior album britannico: Coldplay - "Parachutes"
- Rivelazione britannica: a1
- British dance act: Fatboy Slim
- Cantante femminile britannica: Sonique
- Gruppo britannico: Coldplay
- Cantante maschile britannico: Robbie Williams
- Singolo britannico: Robbie Williams - "Rock DJ"
- British video: Robbie Williams - "Rock DJ"
- Rivelazione internazionale: Kelis
- International female: Madonna
- Gruppo internazionale: U2
- International male: Eminem
- Outstanding contribution: U2
- Pop act: Westlife